# رودلف بوهم (فيلسوف)
رودلف بوهم (بالألمانية: Rudolf Boehm)‏ (و. 1927 – 2019 م) هو فيلسوف، وأستاذ جامعي، ومترجم ألماني، ولد في برلين، توفي عن عمر يناهز 92 عاماً.